# 에드워드 밀스 퍼셀
에드워드 밀스 퍼셀(영어: Edward Mills Purcell, 1912년 ~ 1997년)은 미국의 물리학자이다. 일리노이주에서 출생하여 퍼듀 대학을 졸업하고, 독일 칼스루헤 공과 대학에 1년 동안 유학하였다. 미국으로 돌아와 하버드 대학에서 공부하여 학위를 받았다. 제2차 세계대전 중에는 방열 연구소에서 도파관 회로·마이크로 파 전자 기술 등을 연구하였고, 전쟁이 끝나자 하버드 대학교 교수가 되었다. 액체나 고체 시료로 고주파의 핵자기 공명 흡수법에 의하여 원자핵의 자기 능률을 측정하는 방법을 고안하였다. 1952년 노벨 물리학상을 받았다.

## 같이 보기
- 자기공명영상
- 상대론적 전자기학

## 참고 자료
- 이 문서에는 다음커뮤니케이션(현 카카오)에서 GFDL 또는 CC-SA 라이선스로 배포한 글로벌 세계대백과사전의 내용을 기초로 작성된 글이 포함되어 있습니다.